# St. Ansgar (Iowa)
St. Ansgar é uma cidade localizada no estado americano de Iowa, no Condado de Mitchell.

## Demografia
Segundo o censo americano de 2000, a sua população era de 1031 habitantes.

## Geografia
De acordo com o United States Census Bureau tem uma área de
2,0 km², dos quais 2,0 km² cobertos por terra e 0,0 km² cobertos por água.

## Localidades na vizinhança
O diagrama seguinte representa as localidades num raio de 16 km ao redor de St. Ansgar.